# Duncan IV (Mormaer de Fife)
Pour les articles homonymes, voir Duncan.
Donnchadh IV, comte de Fife [Duncan IV] (né peu avant le 25 septembre 1289 – mort en 1353) il a été  comte de Fife titulaire de 1289  jusqu'à sa mort. Il est le dernier représentant de la lignée d'origine gaélique du clan MacDuff à régner sur cette province.

## Biographie
Donnchadh nait vers la fin de l'année 1289, l'année même du meurtre de son père Donnchadh III. De ce fait il se trouve à la tête du Mormaerdom alors qu'il n'est encore qu'un bébé. Il est si jeune que l'honneur de couronner en 1292 John Balliol roi d'Écosse qui est normalement un droit héréditaire réservé au Mormaer de Fife est délégué à un chevalier, nommé Sir John de Saint-John. Il est également absent en 1306 lors du couronnement de Robert Ier Bruce, qui intervient alors qu'âgé de 16 ans il est à la garde du roi Édouard Ier d'Angleterre et Robert est contraint de faire appel à sa tante Isabelle MacDuff, pour officier en son absence.
Son soutien sincère envers Robert Ier d'Écosse qui le reçoit « dans sa paix » à son retour à Crichton dans le Midlothian le 23 août 1315 est douteux, mais une année après la  bataille de Bannockburn, il résigne son Mormaerdom de Fife entre les mains du roi L'accord avec le roi Robert prévoyait que le Mormaerdom ne devait pas être détenu par le roi, et que les armoiries de Fife devaient toujours être arborées de manière similaire aux armoiries royales. Si Donnchadh disparaissait sans enfant, le roi Robert devait en investir un bénéficiaire ou par défaut son cousin « Alan le fils du comte Alain de Menteith » C'est vraisemblablement parce que l'épouse de Donnchadh était alors sous la garde des Anglais— elle ne sera libérée qu'en 1320 —, qu'une certaine pression des hommes de Fife s'exerçait pour conserver leur propre dirigeant régional. Donnchadh aux termes du même contrat obtient les baronnies de Kinnoull, Kincardine Oneil et West Calder possédées par ses ancêtres mais non incluses dans le comté de Fife. Il est l'un des signataires en 1320 de la déclaration d'Arbroath et Donnchadh est présent lors des négociations qui aboutissent à la signature du traité d'Édimbourg-Northampton
Le comte de Fife combat aux côtés du régent Donald de Mar et Thomas Randolph comte de Moray lors de la bataille de Dupplin Moor où il est fait prisonnier, il change alors de camp et avec William Sinclair, l'évêque de Dunkeld, lui aussi partisan de  Robert Bruce, il couronne Edouard Balliol roi d'Écosse à Scone le 24 septembre 1332. Pourtant, il combat de nouveau en 1346 avec l'armée nationale écossaise vaincue lors de la bataille de Neville's Cross, où il est de nouveau capturé.

## Union et postérité
En 1307, Donnchadh épouse Marie de Monthermer, une petite-fille d'Édouard Ier d'Angleterre. Il meurt sans héritier masculin et est de ce fait le dernier mâle de la lignée ainée gaélique du clan MacDuff qui règne comme comte de Fife. À sa mort en 1353, il a comme successeur dans son mormaerdom sa fille Isabelle de Fife, qui contracte successivement quatre unions avec :
- William Ramsay de Colluthie. il devient comte de Fife, de jure uxoris. William et Isabella ont une fille nommée Elisabeth Ramsey. Plus tard elle épousera William Felton[7].
- Walter Stuart, fils de Robert II roi d'Écosse et d'Euphémie de Ross. Il devient comte de Fife de jure uxoris.
- Thomas Biset d'Upsetlington, qui lui succède comme comte de Fife, de jure uxoris.
- John Dunbar, fils putatif de  Patrick V Dunbar 9e comte de March et de sa première épouse  Ermengarde. John Dunbar devient lui-aussi comte de Fife, de jure uxoris.

Isabelle résigne finalement le comté de Fife à Robert Stewart, 1er Duc d'Albany en 1371.

## Source de la traduction
- (en) Cet article est partiellement ou en totalité issu de l’article de Wikipédia en anglais intitulé « Donnchadh IV, Earl of Fife » (voir la liste des auteurs).